# 1. FSV Mainz 05 (Frauenfußball)

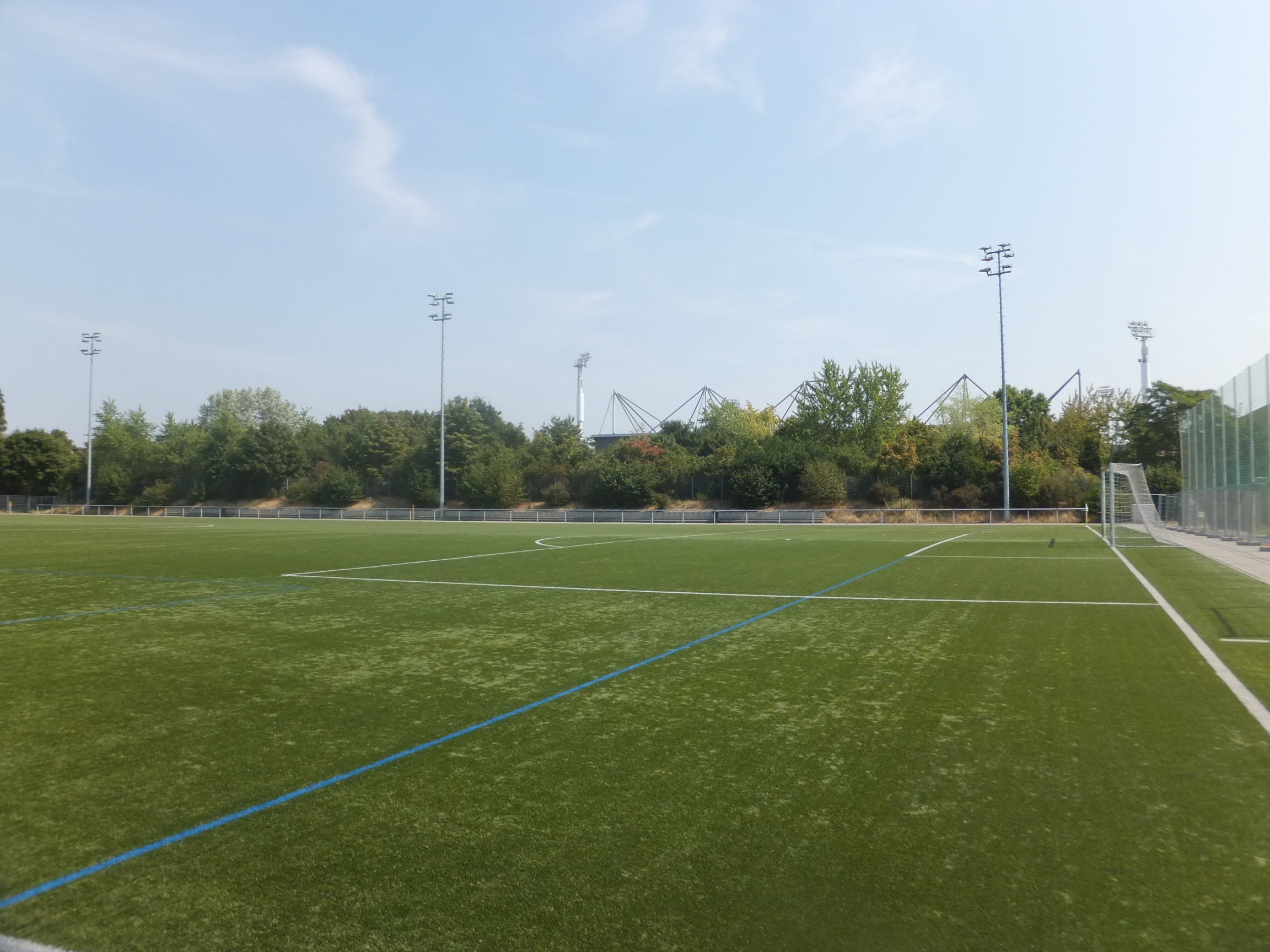
Platz 1 auf dem Wolfgang Frank Campus. Im Hintergrund ist das anliegende Bruchwegstadion zu sehen.

Der 1. Fußball- und Sportverein Mainz 05 e. V., kurz 1. FSV Mainz 05, ist ein Sportverein aus Mainz. In der 2023 gegründeten Frauenfußballabteilung bestehen eine Frauenmannschaft und sechs Juniorinnenteams. Die Abteilung entstand aus einer Kooperation mit dem TSV Schott Mainz, dessen Frauenteams man übernahm. Die erste Frauenmannschaft stieg 2025 in die 2. Bundesliga auf.
Der Trainings- und Spielbetrieb findet auf dem Wolfgang Frank Campus statt. Die Frauenmannschaft spielte in der Regionalliga dort auf dem Kunstrasenplatz 1. Beim letzten Heimspiel der Saison 2024/25 sowie den Spielen im DFB-Pokal zog man jedoch in das benachbarte Bruchwegstadion um. 

## Geschichte
Trotz des langen Bestehens des Fußballvereins verfügte der 1. FSV Mainz 05 über weite Strecken seiner Geschichte über keine Frauen- und Mädchenmannschaften. Zwar gab es Anfang der 1970er Jahre eine Frauenmannschaft, diese wurde jedoch schon 1973 wieder abgemeldet. Bedeutungsträchtig für die Stadt ist, dass das Finale der ersten Deutschen Fußballmeisterschaft der Frauen 1974 im Mainzer Bruchwegstadion ausgetragen wurde. Während die Herrenmannschaft 1990 in die 2. Bundesliga aufstieg und seit 2009 in der Bundesliga antritt, war der Frauenfußball in der Stadt vor allem beim TSV Schott Mainz vertreten, dessen 2009 gegründete Frauenmannschaft es sogar bis in die 2. Frauen-Bundesliga schaffte, in der sie von 2015 bis 2018 spielte.
Im April 2022 verkündete der 1. FSV Mainz 05, dass der Verein im Frauenfußball eine Kooperation mit dem TSV Schott Mainz eingehen werde. Diese Zusammenarbeit beinhaltet unter anderem einen Fünfjahresplan zur finanziellen Ausstattung der Mannschaften und die Übernahme der Frauenmannschaft und aller Juniorinnenteams zur Saison 2023/24. Für die damals in der Regionalliga Südwest spielenden Frauen wurde als mittelfristiges Ziel der Aufstieg in die 2. Bundesliga ausgerufen.

## Saisonbilanzen
Bereits in der ersten Saison unter dem Namen des FSV erreichte die Frauenmannschaft mit 20 Siegen aus den 22 Saisonspielen den ersten Platz und qualifizierte sich so zur Aufstiegsrelegation. Beide Spiele gegen den VfL Bochum wurden jedoch verloren. Das Saisonergebnis konnten die Mainzer in der nächsten Saison mit 115 Toren wiederholen, während sie nur vier Tore kassierten. Da durch die Aufstockung der Bundesliga auf 14 Vereine in der Saison alle Regionalligameister aufgestiegen sind, spielt der 1. FSV Mainz 05 ab der Saison 2025/26 in der 2. Bundesliga.
| Saison  | Höhe | Liga                 | Platz | Sp. | S  | U | N | Tore   | Diff. | Punkte | DFB-Pokal    |
| ------- | ---- | -------------------- | ----- | --- | -- | - | - | ------ | ----- | ------ | ------------ |
| 2023/24 | III  | Regionalliga Südwest | 1.    | 22  | 20 | 1 | 1 | 097:12 | +85   | 61     | Achtelfinale |
| 2024/25 | III  | Regionalliga Südwest | 1.    | 22  | 20 | 1 | 1 | 115:04 | +111  | 61     | Achtelfinale |

 Teilnahme an der Aufstiegsrelegation
 Aufstieg